# 레어 리플레이
《레어 리플레이》(Rare Replay)는 레어와 그 전신 얼티밋 플레이 더 게임이 30년의 역사동안 개발한 30종의 게임들을 수록한 비디오 게임 합본이다. 에뮬레이션을 통해 ZX 스펙트럼부터 엑스박스 360에 이르기까지의 다양한 기종 및 장르의 게임들을 수록했다. 2015년 8월 4일 엑스박스 원 플랫폼으로 독점출시됐다.
해당 소프트웨어에선 오래된 게임의 난이도를 고려한 치트 기능이 있으며, 일부 게임의 경우 원본에 존재한 버그를 교정하거나 편의 기능을 추가했다.

## 게임플레이
| 1983 | 제트팩                            |
| 1983 | 루나 제트맨                       |
| 1983 | 아틱 아택                         |
| 1984 | 세이버 울프                       |
| 1984 | 언더울드                          |
| 1984 | 나이트 로어                       |
| 1985 | 건프라이트                        |
| 1986 | 슬랄롬                            |
| 1987 | R.C. 프로암                       |
| 1988 |                                   |
| 1989 | 코브라 트라이앵글                 |
| 1990 | 스네이크 래틀 앤 롤               |
| 1990 | 솔러 제트맨                       |
| 1990 | 디거 T. 록                        |
| 1991 | 배틀토드                          |
| 1992 | R.C. 프로암 II                    |
| 1993 |                                   |
| 1994 | 배틀토드 아케이드                 |
| 1995 |                                   |
| 1996 | 킬러 인스팅트 골드                |
| 1997 | 블래스트 코어                     |
| 1998 | 반조 카주이                       |
| 1999 | 제트 포스 제미니                  |
| 2000 | 퍼펙트 다크                       |
| 2000 | 반조 투이                         |
| 2001 | 컨커스 배드 퍼 데이               |
| 2002 |                                   |
| 2003 | 그랩드 바이 더 구울리즈           |
| 2004 |                                   |
| 2005 | 카메오                            |
| 2005 | 퍼펙트 다크 제로                  |
| 2006 | 비바 피냐타                       |
| 2007 | 제트팩 리퓨얼드                   |
| 2008 | 비바 피냐타: 트러블 인 파라다이스 |
| 2008 | 반조 카주이: 너츠 & 볼츠          |

《레어 리플레이》는 ZX 스펙트럼부터 엑스박스 360까지의 다수 플랫폼에 걸쳐 1983년부터 2008년까지의 레어 게임 30종을 수록했다.

## 반응
《레어 리플레이》는 리뷰 애그리게이터 웹사이트 메타크리틱에 따르면 "대체적으로 긍정적인 평가"를 받았다.